# Litueche Midango Airport
Litueche Midango Airport är en flygplats i Chile.   Den ligger i provinsen Provincia de Palena och regionen Región de Los Lagos, i den södra delen av landet, 1 000 km söder om huvudstaden Santiago de Chile. Litueche Midango Airport ligger 15 meter över havet.
Terrängen runt Litueche Midango Airport är varierad. Havet är nära Litueche Midango Airport åt nordväst. Trakten runt Litueche Midango Airport är nära nog obefolkad, med mindre än två invånare per kvadratkilometer.. 
I omgivningarna runt Litueche Midango Airport växer i huvudsak blandskog.